# Point-virgule
Pour les articles homonymes, voir point, virgule et Le Point-Virgule.
Le point-virgule est un signe de ponctuation représenté par une virgule surmontée d’un point, principalement utilisé pour séparer deux membres de phrase indépendants l'un de l'autre grammaticalement, entre lesquels il existe une liaison logique. Le mot qui suit un point-virgule ne prend pas de majuscule, à moins bien sûr qu'il ne s'agisse d'un nom propre.

## Historique

### Origine

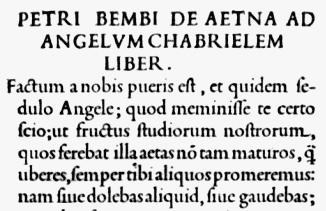
Extrait de De Aetna (1495) figurant un point-virgule.

Le point-virgule moderne remonte à 1495, date d’impression de De Aetna, le récit de l’ascension du volcan Etna par le jeune humaniste vénitien et futur cardinal Pietro Bembo (1470-1547). D’après le paléographe britannique Malcolm Parkes, il s’inspire de la virgula suspensiva pointée, c’est-à-dire une barre avec un point au milieu.
Dans son Epitome orthographiae, traité paru en 1575, Alde le Jeune, petit-fils d’Alde Manuce, décrit le point-virgule comme un « punctum semicirculo junctum ».
Le point-virgule a été adapté[Quand ?] comme signe typographique par l’imprimeur italien Aldus Manutius pour deux usages : marquer qu’un mot est l’antonyme d’un autre et séparer des propositions indépendantes dans une phrase.
Le signe est nettement plus ancien puisqu’il se rencontre déjà dans les manuscrits médiévaux comme signe d’abréviation, notamment pour la syllabe « et ». Ainsi, « deb; » se lisait « debet ». Le point-virgule est parfois aussi appelé point et virgule.

### Un signe menacé?
La tendance actuelle est à l’emploi de phrases courtes, donc à l’emploi exclusif du point et de la virgule. Sylvie Prioul, dans son livre La Ponctuation ou l’art d’accommoder les textes, appelle à sauver ce signe. Le 1er avril 2008, le site web Rue89 publie un canular annonçant que l’usage du point-virgule dans les documents administratifs allait être obligatoire afin de sauvegarder ce signe.
Certains francophones accusent l’influence de l’anglais d’être responsable de cet abandon en français. Or, la perte d'usage est exactement la même dans les deux langues ; la même argumentation pour sauver le signe, qui est développée dans le livre Eats, Shoots & Leaves, dénonce cet abandon.
Par ailleurs, l'usage d'Internet — et particulièrement celui des forums de discussion —, très développé en anglais, s'est accompagné d'un emploi fréquent de « TL;DR », parfois épelé « TL,DR », voire de « TL:DR » ou encore de « TLDR » (Too Long; Didn't Read), qui signifie littéralement « trop long ; ([je] n'ai) pas lu » et qui fait office de réponse cynique à un message jugé trop long par rapport à son intérêt présumé. Il est aussi souvent utilisé par courtoisie comme titre d'un résumé synoptique minimal fourni par l'auteur d'un message jugé trop long (par lui ou par l'usage) pour la commodité du lecteur. La forme avec point virgule est de loin la plus utilisée[réf. à confirmer].
Enfin, dans les échanges numériques, le point-virgule est utilisé avec ou sans trait d'union et avec parenthèse fermante ou ouvrante de façon à former diverses expressions imagées appelées émoticônes (ou smiley en anglais), comme ;-), ;), ;-( ou ;(.

## En français
Le point-virgule a plusieurs usages dans la grammaire française, entre autres :
- il permet d’équilibrer logiquement une phrase un peu longue (particulièrement en poésie classique et romantique) ;
- il peut servir de séparateur dans une énumération (sous forme de liste) ouverte par le signe deux-points, notamment si divers éléments de l’énumération (dans la phrase) sont eux-mêmes des regroupements de plusieurs sous-éléments énumérés (par exemple, une liste de la forme « a ; b ; b1, b2, b3 ; f ; f1, f2 ») ;
- il sert également à séparer des propositions indépendantes mais qui ont entre elles une relation faible, généralement une relation logique, une signification liée ;
- il remplace la virgule lorsque celle-ci prêterait à confusion comme après un nombre à virgule ;
- on peut le trouver entre les prémisses d’un syllogisme.

Dans la lecture à haute voix, le point-virgule est censé être accompagné d’une pause de durée intermédiaire entre la pause marquée sur une virgule et la pause marquée sur un point.

### Règles typographiques
En typographie de la langue française, le point-virgule est un signe de ponctuation double (comme le point d'exclamation, le point d'interrogation et le double point — cf. ponctuation). À ce titre, plusieurs codes typographiques prescrivent que le point-virgule doit être précédé d’une espace fine insécable ou d’une espace insécable et suivi d’une espace sécable. Parmi les codes qui le prévoient, figurent le Lexique des règles typographiques de l’Imprimerie nationale (Paris) et le Guide du typographe (édité en Suisse). Cependant, au Québec, l'Office québécois de la langue française (OQLF) prescrit dans sa Banque de dépannage linguistique qu'il ne devrait être précédé d’aucune espace ou d’une espace fine insécable.
Après un point-virgule, le mot qui suit ne prend pas de majuscule à moins qu'il s'agisse d'un nom propre.

### Exemples de l'usage en français de France
« Quand je sortis de ce Léthé, je me trouvai entre deux femmes ; les odalisques étaient revenues ; elles n’avaient pas voulu me réveiller ; elles s’étaient assises en silence à mes côtés ; soit qu’elles feignissent le sommeil, soit qu’elles fussent réellement assoupies, leurs têtes étaient tombées sur mes épaules. »

— Chateaubriand, Mémoires d'outre-tombe, deuxième partie.

« En province, les femmes dont peut s’éprendre un homme sont rares : une belle jeune fille riche, il ne l’obtiendrait pas dans un pays où tout est calcul ; une belle fille pauvre, il lui est interdit de l’aimer ; ce serait comme disent les provinciaux, marier la faim et la soif ; enfin une solitude monacale est dangereuse au jeune âge. »

— Balzac, La Vieille Fille.

### Citations
« On reconnaît tout de suite un homme de jugement à l’usage qu’il fait du point et virgule. »

— Henry de Montherlant.

## Dans les autres langues
Le point virgule est généralement utilisé dans le domaine de la traduction littéraire. En effet, lors d'une traduction, il est de convenance d'utiliser le point-virgule pour ne pas casser une phrase ou, quand bien même pour respecter la ponctuation d'une langue étrangère, pour garder le sens le plus proche possible de la langue étrangère traduite.[réf. souhaitée]
Le sens ne concorde pas toujours, alors pour remédier à cela, l'emploi du point-virgule permet de compléter une phrase tout en gardant intact le sens de celle-ci.

### Grec
En grec ancien et moderne, le point-virgule (« ; »), appelé ερωτηματικό / erotimatikó, est utilisé en lieu et place du point d'interrogation pour indiquer une question. Pour séparer deux parties de phrase, on utilise le point haut (« · »), appelé άνω τελεία / áno teleía, là où, en français ou dans diverses langues européennes, on emploie un point-virgule ou un deux-points.

### Arabe
La langue arabe ayant adopté les signes de ponctuation relativement récemment, peu de règles régissent leur utilisation de manière très définie. Les signes de ponctuation sont tirés des langues latines et bénéficient d'une utilisation similaire.
Le point-virgule (الفاصلة المنقوطة, littéralement : « virgule pointée ») consiste en un point surmonté d'une virgule (؛) à l'inverse de point-virgule latin.

## Usage en informatique

### Programmation
Le point-virgule a un usage de « séparateur » dans divers langages de programmation : C, C#, C++, Java, JavaScript, PHP, Cascading Style Sheets (CSS), Pascal, etc.
Par exemple en C++ :
```
int
 
main
(
void
)
 

{

  
int
 
x
 
=
 
1
;

  
int
 
y
 
=
 
2
;
 

  
// Deux instructions séparées par un point-virgule (sans retour à la ligne)

  
std
::
cout
 
<<
 
x
 
<<
 
std
::
endl
;
 
std
::
cout
 
<<
 
y
 
<<
 
std
::
endl
;

  

  
return
 
(
0
);

}

```

Dans beaucoup de langages, il est coutume d'écrire une seule instruction par ligne bien que cela ne soit pas une obligation. Dans l'exemple ci-dessus, deux instructions sont placées sur la même ligne : cela est possible et conforme grâce au point-virgule faisant office de séparateur.
Dans le langage Smalltalk, le point-virgule permet d’appeler des messages en cascades.
Dans beaucoup de langages procéduraux, il sert à marquer la fin d’une instruction.
En langage assembleur et en Common Lisp, le point-virgule introduit un commentaire : aucun texte situé à droite du point-virgule ne sera considéré lors de l’exécution du code.
```
(
defun
 
f
 
(
x
)
 
; définit une fonction f(x)

  
(
sin
 
(
/
 
(
*
 
x
 
pi
)
 
180
)))
 
; retourne le sinus de x après l'avoir converti en radians

```

## Symbolique
Le point-virgule a été utilisé comme symbole dans la lutte contre l'automutilation, popularisé dans le cadre du « Project Semicolon ».